# Pierre Desgoutte
Pierre-Marie-Joseph Desgoutte, parfois orthographié Desgouttes, est un industriel français né le 26 février 1874 à Saint-Hilaire-sous-Charlieu (Loire) et mort le 10 décembre 1955 à Nice. Il est le fondateur de la société automobile Cottin & Desgouttes.

## Biographie
Originaire d'une commune du nord du département de la Loire, Pierre Desgoutte, né Pierre-Marie-Joseph Desgoutte, est le fils de Jean Desgoutte et de Marie-Philiberte Plasse. 
Il débute dans l'automobile en 1896, d'abord comme dessinateur-mécanicien chez Audibert et Lavirotte, où il étudie plusieurs modèles, puis comme ingénieur chez Berliet.
En 1897, il épouse une jeune savoyarde, Joséphine Curial, dont il eut deux garçons, Georges (1898) et Gabriel (1900).
En 1904, il fonde la société Desgouttes et Cie, devenue par la suite la société Cottin & Desgouttes, le s final ayant été rajouté au nom Desgoutte pour des raisons de marketing. Il s'occupe personnellement des dessins pour la fabrication de trois modèles : les 12, 16 et 40 CV.
La maison connait un succès considérable. Toutefois, en 1923, Pierre Desgoutte se retire de la société Cottin & Desgouttes, épouse à Paris Elisabeth Wilhelmine Caroline Nobile de Zenetti, autrichienne d'origine, dernière descendante d'une vieille famille de nobles vénitiens, et s'installe à Nice, où il achète la villa du peintre Jules Chéret.
Jusqu'à sa mort à Nice en 1955, les problèmes automobiles le passionnent et il prend encore des brevets concernant les transports routiers et ferroviaires quelque temps avant de disparaître.